# AA Caldense
Die Associação Atlética Caldense, in der Regel mit AA Caldense abgekürzt, ist ein brasilianischer Fußballverein aus Poços de Caldas im brasilianischen Bundesstaat Minas Gerais.
Aktuell spielt der Verein in der vierten brasilianischen Liga, der Série D.

## Geschichte
Im September 1925 gründete sich der Football Club Parense, der zwischen 1904 und 1920 bereits existiert hatte. Im April 1926 gründete sich der Lokalrivale Gambrinus Futebol Clube, beide Vereine fusionierten 1928 zur AA Caldense.
Lange Zeit spielte die AA Caldense in der zweithöchsten Spielklasse der Staatsmeisterschaft von Minas Gerais. 1971 gewann die Mannschaft dort die Meisterschaft und stieg 1972 erstmals in die höchste Spielklasse des Bundesstaates auf. 2002 gewann der Klub erstmals die Staatsmeisterschaft, zudem nahm er mehrfach am brasilienweit ausgetragenen Copa do Brasil teil. 2007 stieg der Klub erneut in die zweithöchste Klasse der Staatsmeisterschaft von Minas Gerais ab, nach zwei Spielzeiten gelang der Wiederaufstieg. In der Spielzeit 2015 platzierte sich die Mannschaft während der regulären Spielzeit ohne Niederlage an der Spitze, in den anschließenden Play-offs gelang zwar der Finaleinzug, dort setzte sich jedoch Atlético Mineiro durch und holte nach einem 0:0-Remis durch einen 2:1-Auswärtssieg – die einzige Niederlage AA Caldenses im Saisonverlauf – den Staatsmeistertitel.

## Stadion

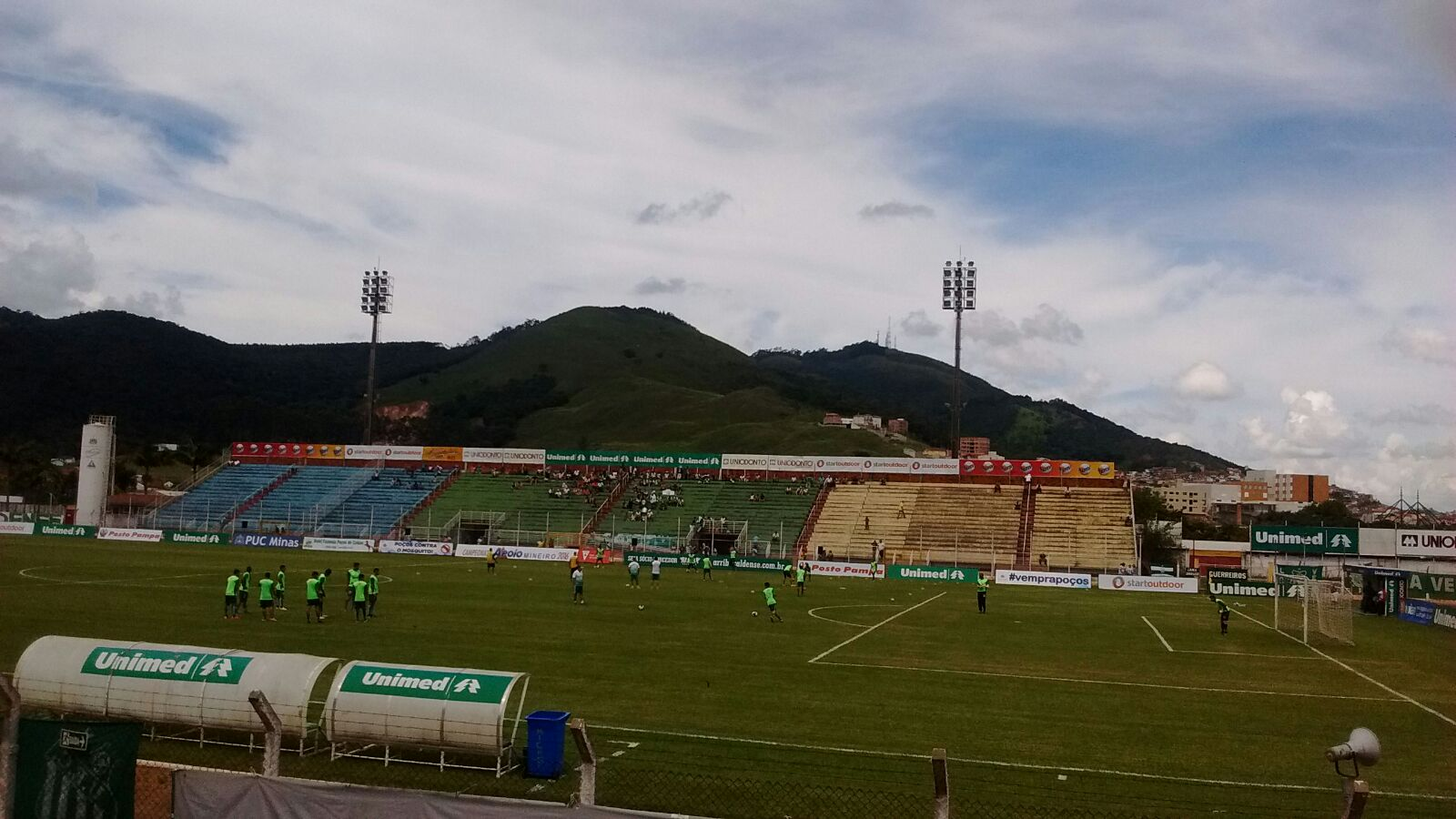
Estádio Doutor Ronaldo Junqueira

Der Verein trägt seine Heimspiele im Estádio Doutor Ronaldo Junqueira, auch unter dem Namen Ronaldão bekannt, in Poços de Caldas aus. Das Stadion hat ein Fassungsvermögen von 14.000 Personen.

## Trainerchronik
Stand: 24. Juni 2021
| Trainer         | Nation                | von              | bis             |
| --------------- | --------------------- | ---------------- | --------------- |
| Gilson Kleina   | Brasilien Deutschland | 25. Februar 2005 | 25. März 2005   |
| Roberto Fonseca | Brasilien             | 1. März 2011     | 6. Juni 2011    |
| Léo Condé       | Brasilien             | 5. Dezember 2014 | 8. Mai 2015     |
| Roberto Fonseca | Brasilien             | 2. Februar 2018  | 14. März 2018   |
| Ito Roque       | Brasilien             | 11. Oktober 2018 | 28. Januar 2019 |
| Mauro Fernandes | Brasilien             | 11. Februar 2019 | 28. März 2019   |
| Marcus Paulo    | Brasilien             | Mai 2019         |                 |